# Deputat (ekonomia)
Deputat – część wynagrodzenia za pracę dostarczana w naturze, np. węgiel dla górników, drewno opałowe dla leśników. Deputat można również pobierać w postaci ekwiwalentu pieniężnego.
Rodzaj i wielkość deputatu zazwyczaj określa układ zbiorowy pracy.